# Großer Stechlinsee
Großer Stechlinsee erf en sø i Landkreis Oberhavel, i den tyske delstat Brandenburg. Den ligger 60 moh. og har et areal på 4,52 km².
Dværgfisken Stechlin cisco er kun fundet her (endemisk). Theodor Fontane's sidste roman, Der Stechlin, foregik i nærheden.
Ved vestbredden lå fra 1966 til 1990 atomkraftværket Rheinsberg
der var et forsknings- og forsøgskraftværk i det daværende DDR.
Stechlinsee har en maksimumdybde på 69,5 meter, hvilket gør den til den dybeste sø i Brandenburg. Den er ogsåen af de klareste, med visual dybde på op til 11 meter (gennemsnitlig 6 meter), og vandet er rent som drikkevand.
Leibniz-Institut für Gewässerökologie und Binnenfischerei (IGB) har en forskningsstation ved søen.
Stechlinområdet er et af de vigtigste næringsfattige landskaber i Centraleuropa og et LIFE project er iværksat for at restaurere søer, moser og sumpskove i Stechlinsee .
I 2012 annoncerede The Global Nature Fund at Großer Stechlinsee var udpeget til  "Lebendiger See des Jahres 2012: Stechlinsee".